# Luci Visel·li Varró
Luci Visel·li Varró (en llatí Lucius Visellius C. F. C. N. Varró) va ser un magistrat romà del segle i. Era fill de Gai Visel·li Varró, cònsol sufecte l'any 12.
Va ser nomenat cònsol l'any 24 amb Servi Corneli Cetege. Per complaure al totpoderós Sejà va acusar Gai Sili, que havia estat legat a Germània Inferior el 21 juntament amb el seu pare amb el pretext de què Sili havia estat enemic personal del seu pare, segons el mateix denunciant.